# San Vito (Benevento)
La contrada San Vito è una località abitata del comune di Benevento, in Campania,

## Geografia fisica
Si trova nella zona sud-ovest della città di Benevento dal quale dista 3 chilometri, è confinante con il Rione Libertà e con le contrade dell'Epitaffio, di Montecalvo e di Santa Clementina.

## Società
San Vito è la più popolosa tra le contrade per la vicinanza con il quartiere Libertà che risulta il più popoloso dei quartieri, possiede un'area urbanizzata ed è caratterizzata noti centri commerciali e numerose abitazioni.

## Infrastrutture e trasporti

### Strade
La contrada è attraversata in gran parte dalla via San Vito che è parte della SS7 via Appia.

### Ferrovie
La stazione più vicina è quella di Benevento Rione Libertà.